# Five Leaves Left
Five Leaves Left je debutové studiové album britského písničkáře Nicka Drakea. Album bylo nahráno v rozmezí od července 1968 do července následujícího roku v londýnském studiu Sound Techniques za produkce Joea Boyda. Album vyšlo 1. září 1969 u vydavatelství Island Records.

## Seznam skladeb
Autorem všech skladeb je Nick Drake.
| Strana 1 (LP) | Strana 1 (LP)    | Strana 1 (LP) |
| Pořadí        | Název            | Délka         |
| ------------- | ---------------- | ------------- |
| 1.            | Time Has Told Me | 4:27          |
| 2.            | River Man        | 4:21          |
| 3.            | Three Hours      | 6:16          |
| 4.            | Way to Blue      | 3:11          |
| 5.            | Day Is Done      | 2:29          |

| Strana 2 (LP)  | Strana 2 (LP)             | Strana 2 (LP) |
| Pořadí         | Název                     | Délka         |
| -------------- | ------------------------- | ------------- |
| 1.             | Cello Song                | 4:49          |
| 2.             | The Thoughts of Mary Jane | 3:22          |
| 3.             | Man in a Shed             | 3:55          |
| 4.             | Fruit Tree                | 4:50          |
| 5.             | Saturday Sun              | 4:03          |
| Celková délka: | Celková délka:            | 41:43         |

## Obsazení
Hudebníci
- Nick Drake – zpěv, akustická kytara
- Paul Harris – klavír
- Richard Thompson – elektrická kytara
- Danny Thompson – kontrabas
- Clare Lowther – violoncello
- Rocky Dzidzornu – konga, shaker
- Tristan Fry – bicí, vibrafon
- Harry Robinson – aranže smyčců
- Robert Kirby – aranže smyčců

Produkce
- Joe Boyd – producent
- John Wood – zvukový inženýr
- Simon Heyworth – mastering